# کالیستوگا (کالیفرنیا)
‍‌
کالیستوگا (به انگلیسی: Calistoga) شهری در شهرستان ناپا ایالت کالیفرنیا است که در سرشماری سال ۲۰۲۰ میلادی، ۵۲۲۸ نفر جمعیت داشته است.
کالیستوگا در سال ۱۸۶۸ هم‌زمان با تأسیس راه‌آهن کالیفرنیا اقیانوس آرام ساخته‌شد. در آن وقت، این شهر به‌‌خاطر داشتن چشمه‌های آب گرم به‌عنوان یک مقصد توریستی ایجاد شد. امروزه، کالیستوگا به‌دلیل داشتن تاکستان‌ها، تولید شراب و داشتن مکان‌های دیدنی تاریخی، به عنوان یک مقصد گردشگری  شهرت دارد.

## آب و هوا
کالیستوگا دارای زمستان‌های خنک و مرطوب با امکان کاهش درجه حرارت به‌حد انجماد است. تابستان‌ها معمولاً بسیار خشک هستند و دمای روز به‌طور مرتب به ۳۲ درجه سانتی‌گراد یا بالاتر می‌رسد، اما شب‌ها خنک هستند. 
بر اساس سیستم طبقه بندی آب و هوایی کوپن، کالیستوگا دارای آب و هوای گرم تابستانی مدیترانه‌ای (Csa) است.

## جستارهای وابسته

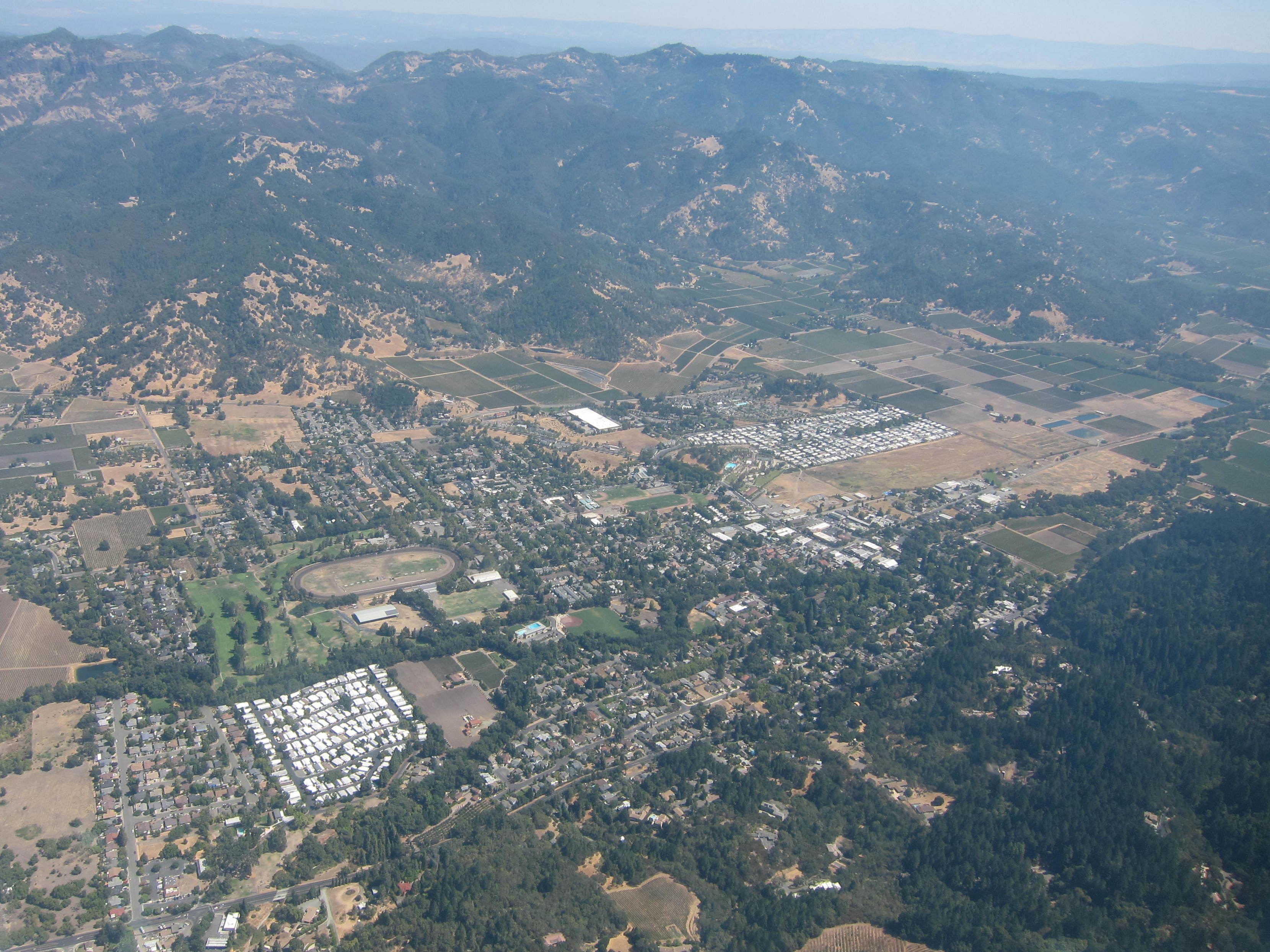
نگاره هوائی کالیستوگا